# Барон де Шарлю
Барон де Шарлю (фр. de Charlus, Palamède de Guermantes) — один из центральных и наиболее прописанных персонажей цикла романов Марселя Пруста «В поисках утраченного времени» (далее — «Поиски»), фигура художественная, темпераментная и чрезвычайно порочная, сопоставимая с бальзаковским Вотреном.

## Барон де Шарлю в «Поисках»
Барон де Шарлю, Паламед Германтский — представитель семьи Германтов: младший брат Базена, герцога Германтского и кузен его жены Орианы; сын герцогини Баварской, брат Мари-Энар де Марсант и дядя Робера де Сен-Лу; племянник маркизы де Вильпаризи; двоюродный брат королевы Неаполитанской, герцог Брабантский и т. д. Обладая бесчисленными дворянскими титулами, предпочитал именоваться скромным, но самым древним — де Шарлю. Вдовец, был женат на принцессе де Бурбон. В кругу родственников и близких друзей имел прозвище «Меме». Робер де Сен-Лу сообщил Рассказчику, «что даже в замкнутом аристократическом кругу его дядя Паламед славится своей необыкновенной неприступностью, что он надменен, гордится своей знатностью».
При первых же встречах Рассказчик становится предметом явного, но не сразу им понятого интереса со стороны де Шарлю,. Лишь дерзкая истерическая выходка барона, а также порочная связь между ним и жилетником Жюпьеном, невольным и тайным свидетелем которой вскоре он стал, не только объяснила ему поведение барона, но и начала открывать многослойную и трагическую натуру де Шарлю: «В де Шарлю жило другое существо, и этим он отличался от других людей — так кентавр соединяет в себе человека и лошадь, — другое существо составляло с де Шарлю единое целое, а я этого не замечал». Во время второго пребывания Рассказчика в Бальбеке завязывается «роман» барона со скрипачом Морелем. Де Шарлю, всюду сопровождающий Мореля, посещал с ним Вердюренов и вскоре стал одним из «верных» в их «кланчике». Но желание барона распоряжаться в салоне Вердюренов закончилось скандалом: спровоцированный г-жой Вердюрен Морель отрёкся от де Шарлю.

 «Шарлю — это почти что эпическая, гигантская фигура аристократа, чудовищно одарённого и красноречием, и умом, человека экспансивно-выразительного и столь же чудовищно одарённого пороком; Шарлю гомосексуалист, и к концу жизни он проходит всю кривую, к которой обычно приводит порок»— Мераб Мамардашвили («Лекции о Прусте»).
Годы спустя, весной 1916 года, Рассказчик сталкивается на улице с постаревшим де Шарлю, чьё положение в обществе «сильно пошатнулось. Всё меньше и меньше интересуясь светской жизнью, рассорившись со всем миром из-за своего сварливого нрава и считая ниже своего достоинства делать какие-либо попытки примириться с теми, кого называли цветом общества, он жил в относительной изоляции». В тот же вечер, расставшись с бароном, Рассказчик набрёл на заведение, принятое им за отель, но оказавшееся домом свиданий для любителей мужчин и острых ощущений. Там он становится свидетелем мазохистской оргии де Шарлю, организованной Жюпьеном. Вдумываясь в очередной этап падения де Шарлю, Рассказчик пришёл к мысли, что в бароне, давно превратившимся в женщину, «жила мечта о мужественности, отсюда его тяга к грубой силе, а ещё было в нём нечто, невидимое нам, но временами дающее отсветы: креста правосудия, феодальных пыток, что украшало странным орнаментом его средневековое воображение… В сущности говоря, это его стремление оказаться привязанным, избитым при всей свой гнусности было отражением некой мечты, столь же романтической, как у кого-нибудь другого, например, отправиться в Венецию или взять на содержание танцовщицу». В финале «Поисков» он вновь встречает барона, недавно пережившего апоплексический удар, сидящего в машине рядом с Жюпьеном. Завершая этой встречей портрет де Шарлю, Рассказчик не мог не признать, что в бароне, «окончательно превратившемся в развалину, не было ни единой черты, в которой под всеми наслоениями жира и рисовой пудры не проступала бы вечно юная, прекрасная женщина». В случае с де Шарлю Рассказчик выходит за рамки основного повествования «Поисков», упомянув о последовавшей затем кончине барона и о письме, которое он ему оставил.

## Прототипы
- Робер де Монтескью, поэт-декадент, коллекционер и эстет, был другом Малларме, Верлена, Уистлера. Монтескью оказал значительное влияние на Пруста, который познакомился с ним 13 апреля 1893 года в салоне у Мадлены Лемер[19], «они годами поддерживали странные отношения, где восхищение смешивалось с антипатией; по выходе „Поисков утраченного времени“ весь Париж узнал Монтескью в Шарлю»[20], во многих тирадах де Шарлю «скрыты пастиши на устные высказывания Монтескью, которые Пруст мог слышать при личных встречах или в литературных салонах, которые посещали оба»[21].
- Барон Альбер-Агапий Доазан (1840—1907), «с которым Пруст познакомился у г-жи Обернон, сестры барона. Современники отмечали антипатичные черты в его облике — непомерную тучность, одутловатое лицо, покрытое красными пятнами, навощённые, выкрашенные в чёрное усики… Андре Жид безошибочно узнал Доазана» в облике Шарлю[22], «толстяк с надутым лицом и крашенными усами, душился и румянился; в своё время потратил целое состояние на какого-то польского скрипача»[23]. Описывая эволюцию соотношения прототипов в образе де Шарлю, литературовед А. Д. Михайлов отмечал, что поначалу «в этом элегантном, изысканно одетом и соответствующе ведущем себя человеке, человеке безусловно светском, ещё очень мало от Доазана; это, скорее, Монтескью с портретов Люсьена Дюсе (1879) и Джованни Больдини (1897)… В третьем томе и особенно в следующих облик Шарлюса претерпевает существенные изменения. Можно сказать, что из Монтескью он постепенно и со всё нарастающим ускорением превращается в Доазана — неопрятного толстяка со странными, вызывающими манерами. Идя за прототипом, Пруст заставляет Шарлюса заметно постареть»[24].

## В экранизациях
- Ален Делон — «Любовь Свана» Фолькера Шлёндорфа (1984)
- Джон Малкович — «Обретённое время» Рауля Руиса (1999).
- Дидье Сандр — «В поисках утраченного времени» Нины Компанеец (2011)